# Ernst Rüdiger Starhemberg (Politiker)

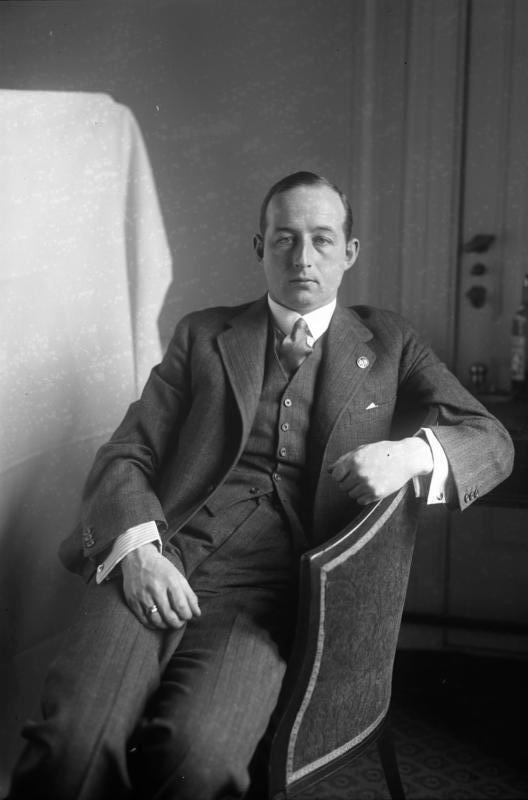
Ernst Rüdiger Starhemberg, 1932

Ernst Rüdiger von Starhemberg (* 10. Mai 1899 in Eferding, Österreich-Ungarn; † 15. März 1956 in Schruns, Vorarlberg), bis 1919 Fürst, war österreichischer Politiker und Heimwehrführer. 1920 bis 1930 war Starhemberg Mitglied des Bundesrates, 1930 Spitzenkandidat der Liste Heimatblock und kurzzeitig Innenminister, Abgeordneter zum Nationalrat und von 1934 bis 1936 in der Dollfuß-Schuschnigg-Diktatur  Bundesführer der Vaterländischen Front und Vizekanzler.

## Leben
Ernst Rüdiger von Starhemberg war der Sohn von Fürst Ernst Rüdiger von Starhemberg und Fanny Starhemberg (Franziska, geborene Gräfin von Larisch-Moennich).
Im Ersten Weltkrieg meldete sich Starhemberg zur Armee und war als Fähnrich an der Italienfront im Einsatz. 1919 hob das republikanische Deutschösterreich die Adelstitel auf. Von 1920 an studierte er Nationalökonomie in Innsbruck, wo er dem Corps Rhaetia beitrat. 1921 meldete er sich zum Freikorps Oberland und nahm 1921 am Sturm auf den Annaberg teil. Nach der Auflösung des Freikorps näherte sich Starhemberg, wie viele andere Angehörige des Freikorps und auch Mitglieder des neugegründeten „Bund Oberland“, Hitler an. Starhemberg nahm 1923 an dessen Marsch auf die Feldherrnhalle teil, gab sich aber später als überzeugter Gegner Hitlers.
1930 wurde Starhemberg Bundesführer der österreichischen Heimwehr, einer rechtsstehenden paramilitärischen Organisation, die sich wenig später in einen christlich-sozialen Flügel unter dem Major Emil Fey und einen austrofaschistischen Flügel unter Starhemberg spaltete.
Gleichzeitig und eng damit verbunden begann auch seine politische Laufbahn. Dem kurzlebigen Kabinett Vaugoin gehörte er 1930 als Innenminister an; zu den Wahlen im selben Jahr trat er – nach gescheiterten Koalitionsverhandlungen mit den Nationalsozialisten; das Bündnis scheiterte, weil sich Starhemberg selbst die Führung anmaßte – mit einem „Heimatblock“ an, dem allerdings kein Erfolg beschieden sein sollte. 1932 unterstützte Starhemberg den Bundeskanzler Engelbert Dollfuß in seinem Bestreben, Österreich in einen faschistischen Staat nach italienischem Muster umzugestalten. Er selbst ersuchte Mussolini um die (illegale) Lieferung von Waffen für die Heimwehr über die Hirtenberger Patronenfabrik, was zur Hirtenberger Waffenaffäre führte.
Nach der militärischen Niederschlagung des Februaraufstandes der österreichischen Sozialdemokratie im Jahre 1934, bei der die Heimwehren eine zentrale Rolle spielten, wurde Starhemberg durch Dollfuß mit dem Amt des Vizekanzlers betraut. Als einige Monate später beim Juliputsch 1934 Dollfuß ermordet wurde, spielten Starhemberg und die Heimwehren eine führende Rolle bei der Niederschlagung dieses Aufstandsversuches österreichischer Nationalsozialisten. Nach dem Putsch setzte er sich gegen die Vollstreckung der Todesurteile an neun Putschisten ein, konnte sich aber gegen Fey nicht durchsetzen.
Zunächst galt Starhemberg als Favorit für den Posten des Bundeskanzlers, kam aber aus verschiedenen Gründen nicht zum Zug: Bundespräsident Wilhelm Miklas weigerte sich, einen Heimwehrführer zum Kanzler zu ernennen, und führende christlichsoziale Politiker drohten mit Enthüllungen aus Starhembergs Privatleben. Hinzu kam eine eigentümliche Passivität Starhembergs selbst in dieser Frage, und so übernahm schließlich der bisherige Unterrichtsminister Kurt Schuschnigg das Amt.
Der neu ernannte, ebenfalls autoritär regierende Bundeskanzler beließ Starhemberg im Amt; zusätzlich wurde er aber noch mit der Funktion des Sicherheitsministers betraut und übernahm die Führung der Einheitspartei Vaterländische Front. In einer Gedenkansprache Starhembergs für Engelbert Dollfuß am 27. Juli 1934 lassen sich die Grundzüge seines politischen Programms erkennen: Österreich bezeichnete er hier als „Barrikade Europas“ gegen den Bolschewismus, ebenso wie gegen die „marktschreierische, verbrecherische Demagogie des Nationalismus“. Die Kulturwelt blicke auf die Österreicher als Kämpfer „gegen die Barbarei des zwanzigsten Jahrhunderts“; er betrachte es mit der neuen Regierung Schuschnigg als das „heilige Vermächtnis“ des ermordeten Bundeskanzlers, „niemals den geringsten Kompromiss mit dem Nationalsozialismus einzugehen, niemals Zugeständnisse zu machen, die unsere volle Unabhängigkeit und Freiheit, unsere Ehre und Würde beeinträchtigen könnten“. Als – letztlich utopisches – Endziel seiner Politik betrachtete Starhemberg, ähnlich wie andere Austrofaschisten, die Restauration der Habsburger. 
Zwei Jahre später, nach der außenpolitischen Annäherung Österreichs an das Deutsche Reich (Abkommen vom 11. Juli 1936) und dem Verbot der Heimwehren durch Kurt Schuschnigg, legte Starhemberg sämtliche Regierungsfunktionen nieder. Ein Hauptgrund dafür war seine Überzeugung, dass nur eine starke Anlehnung an Italien die Sicherung der Unabhängigkeit Österreichs ermögliche; eine Ansicht, mit der er sich im klaren Gegensatz zum außenpolitischen Kurs Schuschniggs befand.
Allerdings begann sich etwa zur selben Zeit auch das nach dem Abessinienkrieg diplomatisch isolierte Italien immer mehr an Deutschland anzunähern, so dass die Erfolgsaussichten einer solchen Alternative fraglich waren. Dass man Starhemberg überdies eine Verwicklung in den Phönix-Skandal von 1936 nachsagte, machte es Schuschnigg leicht, seinen Rivalen aus dem Zentrum der Macht zu entfernen. Im Sommer 1936 besprach Starhemberg in Győr mit Arthur Seyss-Inquart die Möglichkeiten der Errichtung einer autoritären, deutschnationalen Regierung in Österreich unter Einbeziehung „gemäßigter“ Nationalsozialisten. Unter dem Eindruck dieser innenpolitischen Gefährdung löste Bundeskanzler Schuschnigg die Heimwehrbewegung im Oktober 1936 offiziell auf.
Mit seiner Ehefrau, der Burgschauspielerin Nora Gregor, emigrierte Starhemberg 1937 in die Schweiz. Von dort aus ließ er nach dem Anschluss Österreichs 1938 Beweise vorlegen, dass er schon „vor der Wiedervereinigung der Ostmark mit dem Reich nur in einem Bündnis mit dem Nationalsozialismus das Heil für Österreich erblickt“ habe. Im Januar 1936 hatte er in Wien den Zusammenschluss „mit deutschen Stämmen in der Form, dass Österreich in ein zentralistisches Reich eingegliedert werde“, öffentlich abgelehnt und dagegen „eine gesunde monarchische Propaganda“ empfohlen – die angestrebte Monarchie in Österreich sei nur möglich, „wenn sie dem historisch-traditionellen Denken entspreche“.
1939 verkaufte er seine Weinberge in der Wachau an seine Pächter. Dadurch kam es zur Gründung der Winzergenossenschaft Wachau, die heute unter dem Namen Domäne Wachau bekannt ist. 1940 ging er nach Frankreich. Während des Zweiten Weltkrieges diente Starhemberg in den Britischen und den Freien Französischen Luftstreitkräften, aus denen er jedoch wieder austrat, nachdem die Sowjetunion sich mit den Alliierten verbündet hatte. Von 1942 bis 1955 lebte Ernst Rüdiger Starhemberg in Argentinien. 

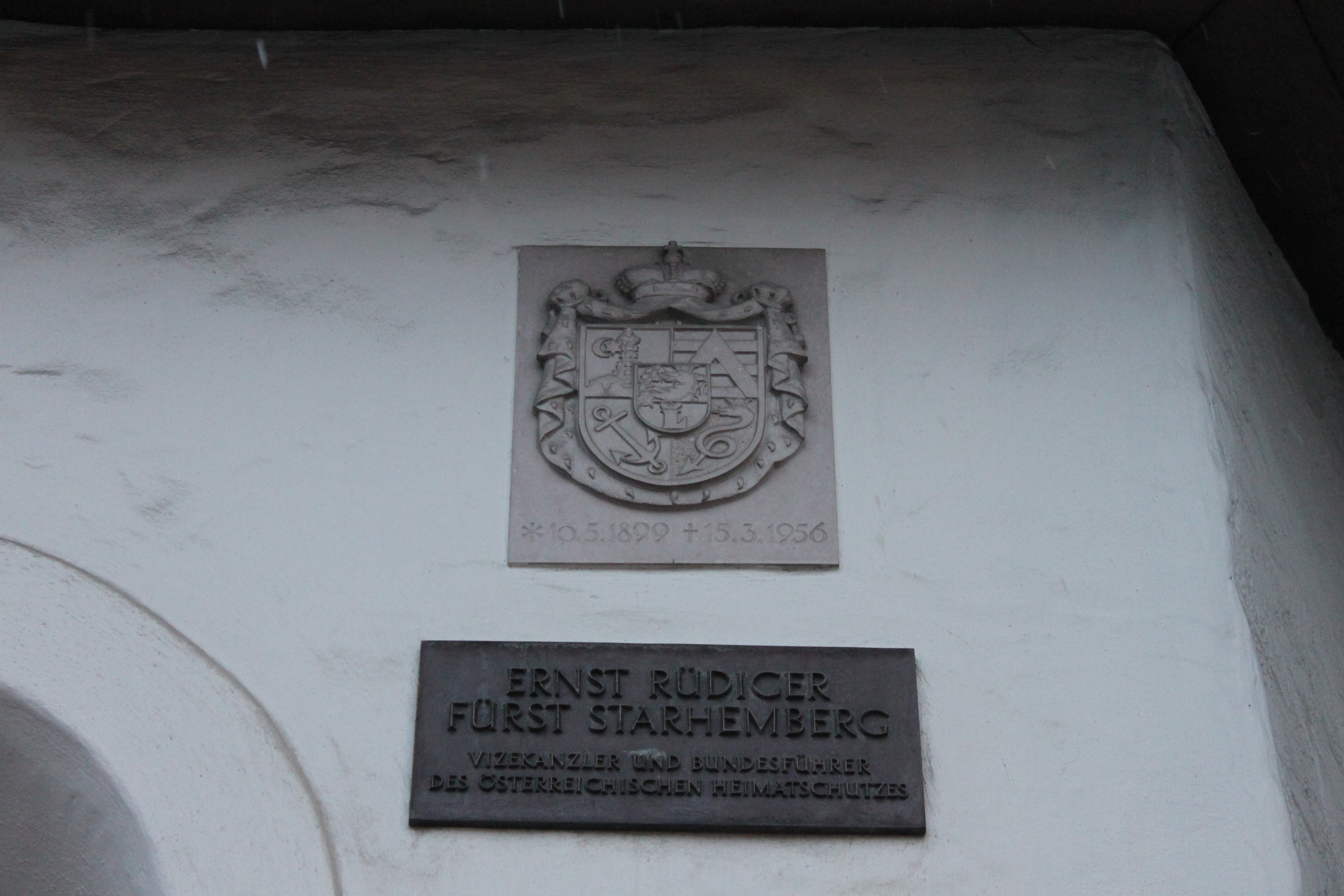
Gedenken an der Litzkapelle in Schruns

Nach dem Zweiten Weltkrieg kam es zu einem langwierigen Rechtsstreit zwischen Starhemberg und dem österreichischen Staat um die Restitution seiner 1939 vom NS-Regime enteigneten Güter. Starhembergs Anwalt Ludwig Draxler stellte 1947 einen Rückstellungsantrag, der bald zum Politikum wurde. Im Dezember 1951 entschied der Verwaltungsgerichtshof im Sinne der Antragsteller Draxler bzw. Starhemberg. SPÖ und KPÖ forderten, Starhembergs Besitz zugunsten der Republik für verfallen zu erklären. Die ÖVP vermied es, sich direkt an die Seite des ehemaligen Heimwehrführers zu stellen, verlangte jedoch, dass alle Restitutionsfälle nach den gleichen Regeln abzuhandeln seien und dabei keine politisch begründeten Ausnahmen gemacht werden dürften. Schließlich einigte sich die Regierungskoalition im März 1952 auf einen Kompromiss, wonach der Besitz zwar rein juristisch restituiert werden, jedoch unter dauerhafter öffentlicher Verwaltung verbleiben sollte. Am 1. Juli 1954 hob der Verfassungsgerichtshof diesen Gesetzeskompromiss als verfassungswidrig auf und ordnete die umgehende Restitution an.
Ende 1955 kehrte Starhemberg, der kurz zuvor wieder einen österreichischen Pass erhalten hatte, über die Schweiz nach Österreich zurück, wo er sich nach einem Besuch bei Verwandten in Kärnten zu einem Kuraufenthalt nach Schruns begab. Dort wurde er während eines Spaziergangs von Georg Auer, einem Redakteur der kommunistischen Volksstimme, fotografiert. Starhemberg attackierte den Fotografen mit dem Spazierstock und geriet dabei so in Aufregung, dass er einen Herzanfall erlitt und an Ort und Stelle verstarb.

Starhembergs politisches Scheitern wurde von Zeitgenossen und Historikern nicht zuletzt auf seinen unsteten und sprunghaften Charakter zurückgeführt, der es auch seinen Unterstützern oftmals schwer machte, seine Handlungen zu verstehen. Der ehemalige Führer des Republikanischen Schutzbundes, Julius Deutsch, sagte, Starhemberg sei 

„an sich kein übelwollender Mensch; er hatte sogar eine gewisse Fairneß, aber sein Leichtsinn stieß ihn von Abenteuer zu Abenteuer; impulsiv, rührig, schwätzt das ungereimteste Zeug zusammen.“

 In der neueren Forschung wurden auch Parallelen zwischen der politischen Rhetorik Starhembergs und der Jörg Haiders gezogen.